# Ajedrez de la isla de Lewis
Las piezas de ajedrez de Lewis son un conjunto de setenta y ocho piezas de ajedrez, junto a catorce tableros y una hebilla de bolsa, de la época medieval que fue encontrado en la isla de Lewis, en Escocia, en circunstancias no esclarecidas. Las piezas de ajedrez de este conjunto están talladas en su gran mayoría de marfil de morsa, se presume que sean de origen escandinavo y que hayan sido realizadas en la segunda mitad del siglo XII. Las figurillas están talladas minuciosamente, con expresiones de asombro en sus pequeñas caras.
Constituyen, con mucho, el mayor conjunto de piezas de ajedrez antiguas jamás encontrado; debido a su antigüedad, gran cantidad, perfecto estado y la habilidad que demuestra su manufactura, son artefactos importantes de la Edad Media, atestiguando el alto nivel de la producción artesanal en el norte de Europa en la Baja Edad Media, la fuerte conexión cultural y política entre los países escandinavos y las islas británicas en aquella época, además de la creciente popularidad del juego de ajedrez en el continente europeo. Sesenta y siete de las piezas se encuentran en el Museo Británico de Londres, y las once restantes se encuentran en el Museo de Escocia en Edimburgo.
El día 2 de julio de 2019, una conocida casa de subastas de Londres subastó una de las piezas perdidas de este ajedrez. La pieza era una de las torres y mostraba a un guerrero.

## Descubrimiento y adquisición

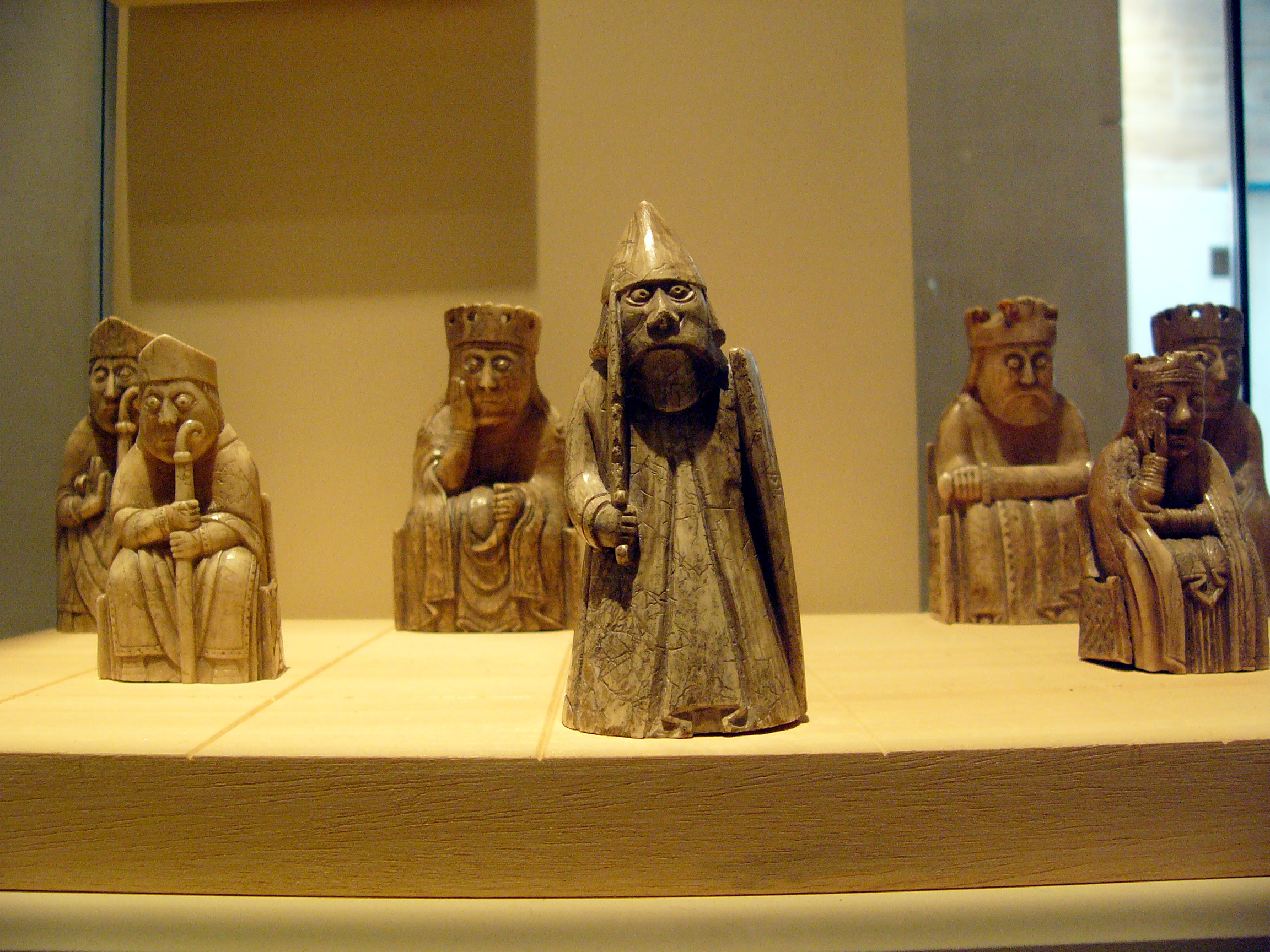
Piezas en el Museo de Escocia.

Al parecer, un residente de Stornoway, Roderick Ririe, fue el que llevó el descubrimiento al público por primera vez en una reunión de la Sociedad de Anticuarios de Escocia, el 11 de abril de 1831, en Edimburgo. Posteriormente, la Sociedad de Anticuarios intentó adquirir las piezas, pero antes de que pudieran recaudar fondos, un relojero de Edimburgo, T. A. Forrest, intervino realizando la compra. Luego Forrest vendió 67 piezas al Museo Británico, junto con 14 tableros y una hebilla que completan el hallazgo. Las diez piezas de ajedrez restantes fueron vendidas en secreto a un coleccionista escocés, Charles Kirkpatrick Sharpe. En paralelo, este coleccionista – no se sabe cómo - consiguió además un alfil directamente de la isla. En 1888, la Sociedad de Anticuarios, finalmente, logró comprar las once piezas que se encontraban en posesión del coleccionista y las expuso en el Museo de Escocia.

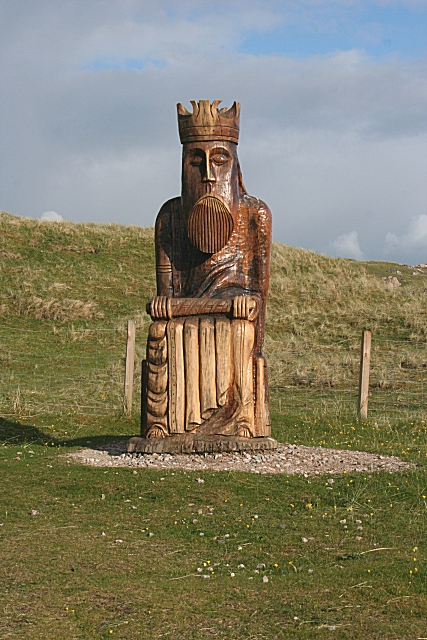
Rey de madera en Uig, lugar del descubrimiento, en homenaje a las piezas de Lewis.

Existen versiones contradictorias acerca de cómo se encontraron las piezas. De acuerdo con la historia más conocida, Malcolm MacLeod, un campesino local habría encontrado las piezas enterradas bajo un banco de arena de más de cuatro metros de altura en la bahía de Uig, en la costa oeste de la isla de Lewis, algún tiempo antes de ser expuestas. Esta historia, sin embargo, surgió bien posteriormente y probablemente se deba a un juglar local. Relatos más antiguos y más fiables, incluyendo el del propio Sharpe, indican que las piezas estaban dentro de una cámara redonda de piedra seca, posiblemente de un taller, situado próximo a las ruinas de un monasterio que habrían existido en la región llamada Taigh nan Cailleachan Dubha, o ‘Casa de las Mujeres Negras’. De hecho, la existencia de este convento en Mèalasta, a unos diez kilómetros al sur de Uig Bay, está atestiguado en 1709. Sin embargo, no parecería existir ningún otro registro documental o ruina en el lugar que corroboren esta fuente. En cambio, las estructuras subterráneas que datan de la Edad del Hierro son comunes en la región; una en particular, que consistía en galerías que daban a una cámara cuya descripción se asemeja a la del relato de Sharpe, se atestigua en Mèalasta, que ha llevado a algunos estudiosos a preferir la cámara subterránea como la ubicación más probable para el descubrimiento de las piezas. Además, los registros de asignación de la parroquia de Uig de los años 1852 a 1853 mencionaron piezas de ajedrez encontradas en las ruinas de un convento unos setenta años antes. Por lo tanto, no se debe descartar que las piezas hubieran sido encontradas a finales del siglo XVIII y permanecido en posesión de algún habitante de la isla hasta su venta posterior.

### Tradición local
En las islas Hébridas, surgieron diferentes historias sobre cómo objetos tan inusuales hubieran terminado en la playa remota de la bahía Uig. Una de ellas fue la de un barco desconocido estacionado cerca de la costa de Lewis debido a una fuerte tormenta a finales del siglo XVII. Mientras la tripulación se distraía, un niño prisionero había huido del barco y nadó hasta la orilla, llevando consigo las valiosas piezas de ajedrez. Pero, al llegar a la playa, fue acosado por un pastor ávido de saber lo que estaba escondido en la bolsa que llevaba. En la lucha que prosiguió, el muchacho terminó muerto y fue enterrado por el hombre. Cuando se enfrentó con el contenido de la bolsa, el pastor temió que las piezas pudiesen servir como pruebas en su contra y, entonces, decidió enterrarlas en las arenas de Uig, muy lejos de allí. Después de eso, el pastor nunca prosperó. Este llegó a ser condenado por violación en otra ciudad años más tarde. Antes de ser ahorcado, confesando sus pecados, también asumió el asesinato que había cometido esa noche lejana y habló del tesoro que había escondido. Sin embargo, pasaron ciento cincuenta años sin que las piezas fuesen encontradas, hasta que en 1830, un granjero local, Malcolm Sprot Macleod, caminando en la bahía con su vaca notó una pequeña estatuilla enganchada en uno de los cuernos del animal cuando pasaba por un banco de arena. Excavando en el lugar, encontró el tesoro escondido por tanto tiempo. Se cuenta que Macleod, un presbiteriano acérrimo, no se sentía bien en la presencia de tantos pequeños ídolos, principalmente porque algunos representaban obispos católicos, y entregó las piezas para que un tal capitán Ryrie las vendiese por él. El comprador fue un anticuario de Edimburgo, el Sr. Forrest, que donó las piezas al Museo Británico.

## Origen y datación

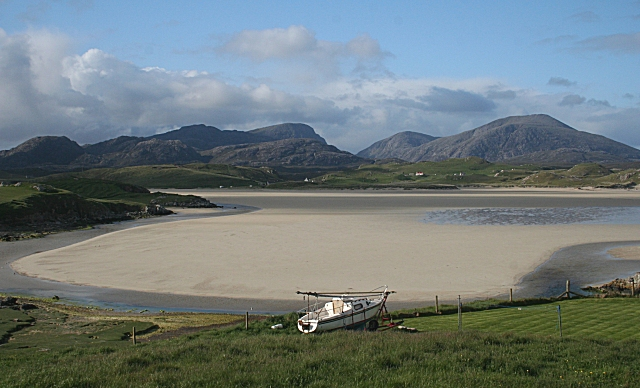
La bahía de Uig

Es consenso entre los especialistas que las piezas de ajedrez Lewis tienen origen escandinavo. Como el marfil era un material caro, y la delicada fabricación de piezas presupone una producción organizada, compuesta por artesanos habilidosos y financiada por ricos mecenas, se llegó pronto a la conclusión que deberían haber venido de alguna gran ciudad  en la región y tal vez yendo a parar a Lewis por accidente en el camino a los centros comerciales en Irlanda o Inglaterra. La hipótesis más aceptada es que las piezas fueron hechas probablemente en Trondheim (llamada Nidaros en ese entonces) en Noruega, en el siglo XII. El hecho de que acabaran en la remota Lewis, en las Hébridas, se explica por la colonización nórdica de la región. Lewis formó parte del Reino de Mann y las Islas, que existió desde 1079 hasta 1266. De hecho, los reyes locales se vieron obligados a reconocer la soberanía de Noruega, y la diócesis en la región, basada en Man, pagaba diezmo al arzobispo de Nidaros. Por otra parte, Nidaros, que era la capital del Reino de Noruega en ese momento y, por lo tanto, un centro cultural de gran influencia, comenzó a recibir tributo de Groenlandia en forma de materias primas, incluyendo grandes cantidades de marfil de morsa. De hecho, los diseños de los tronos de las piezas de ajedrez de Lewis, se han comparado favorablemente con los estándares arquitectónicos de las iglesias de madera en Noruega e incluso con tallados en la arquitectura de la Catedral de Nidaros. Sin embargo, el argumento más fuerte en favor de la ciudad como el lugar de origen de las piezas es la existencia de un dibujo de una reina de ajedrez muy similar a la de Lewis. Se encontró en una excavación en las ruinas del palacio del arzobispo de Nidaros, a finales del siglo XIX. Más allá del material con el que fue hecha y sus proporciones son consistentes con partes de Lewis, la reina de Trondheim lleva una de las manos al rostro, exactamente el rasgo más característico de las reinas de Lewis. Pero la pieza se perdió en el museo local y hoy solo queda su diseño.  Además, artefactos similares y de antigüedad comparables se encontraron en Trondheim y sus alrededores.
Las piezas son de estilo románico, predominante en Europa durante los siglos XI-XII. Sin embargo, el establecimiento de la fecha probable de su producción está basado sobre todo en el diseño de las mitras de los alfiles, representados por obispos. Estas presentan un formato que entró en uso, aproximadamente, a partir de 1150. Antes de eso, la división de los sombreros de los obispos era de atrás hacia adelante, formando dos picos, izquierdo y derecho, a diferencia de la abertura lateral existente desde entonces y cuya introducción data de aquella época. Alrededor del año 1200, la mitra cambió de nuevo y fue siendo cada vez más y más alta, lo que difiere de los obispos, alfiles, de Lewis. Por lo tanto, se supone que las piezas habrían sido hechas durante este período que va desde 1150 hasta 1200.

### Controversia
En 2010, el islandés Gudmundur G. Thórarinsson, publicó un artículo titulado The enigma of the Lewis chessmen [El enigma de la piezas de ajedrez de Lewis] donde propone la hipótesis de que las piezas habrían sido realizadas en Islandia. El argumento principal de Thórasinsson fue que el islandés sería el que utiliza la palabra «obispo» (biskup) para designar la pieza de ajedrez (aparte del inglés (obispo) que han adoptado esta innovación más adelante), a diferencia del noruego, que nunca hubiera utilizado esa palabra para esa pieza del juego, hoy llamada løper (‘corredor’, ‘mensajero’). Además, según él, las piezas de ajedrez de Lewis son las únicas que establecen la conexión de la Iglesia católica con el juego del ajedrez. Islandia jamás fue morada de reyes, y el poder político se concentró en la iglesia. Otro aspecto importante de su hipótesis es la presencia de berserker (plural de berserkr) entre las piezas. Estos eran guerreros legendarios vikingos, figurando en varios poemas y sagas nórdicas, que eran tomados por una rabia incontrolable durante las batallas, llegando a morder sus propios escudos. Según Thórinsson, berserkir apareció frecuentemente en escritos islandeses de la época, mientras que son ya raras en otros lugares de la Escandinavia del siglo XII. También destaca el uso de la palabra hrókur, en islandés (inglés rook), para la pieza llamada torre. Sin embargo, para apoyar su hipótesis, Thórarinsson, entre otros argumentos, llama la atención sobre la presencia de un arte decorativo altamente desarrollado en Islandia en el momento, además del intenso intercambio comercial con Groenlandia, de donde provino el marfil.
Preocupado por la aceptación de esta hipótesis por parte del mundo del ajedrez, el noruego Morten Lilleøren hizo una crítica contundente al artículo de Thórarinsson en un artículo titulado The Lewis chessmen were never anywhere near Iceland! ("Las piezas de ajedrez de Lewis nunca estuvieron ni siquiera cerca de Islandia!"), publicado en el sitio ChessCafe.com. Denunciando la calificación de "fracaso" y "descuido" y contradiciendo casi todos los argumentos de Thórarinsson, llama la atención principalmente a la utilización de la palabra "obispo" a la pieza de ajedrez en varios otros idiomas, inclusive danés de siglos atrás, y resalta la existencia de un lenguaje común entre Noruega e Islandia hasta el siglo XIV: el nórdico antiguo. Los siguientes ejemplos se dan a los obispos en otros juegos de ajedrez medievales. En cuanto a las torres, Lilleøren señala otros idiomas que utilizaron un término cognado hrókur/rook para estas piezas, además de presentar también miniaturas de guerreros que representan la pieza en otros juegos medievales. Además, ve el establecimiento del intercambio entre Islandia y Groenlandia como otro factor a favor de Trondheim como candidato a un hogar original de las piezas, ya que estas islas eran parte de las rutas de navegación de Noruega, siendo anexada al Reino de Noruega en el siglo XIII, pero teniendo que pagar diezmos a Trondheim ya desde la fundación de su diócesis, en 1152/53. No menos importante para él es la similitud reconocida de los dibujos en los tronos de los reyes, reinas y obispos de Lewis con decoraciones noruegas de la época. Finalmente, Lilleøren no concibe como un hecho probable la producción de obras de arte como las piezas de Lewis en la Islandia de entonces, vista como demasiado lejos de las grandes cortes e iglesias europeas.
Las críticas a Lilleøren desencadenaron pronto un acalorado debate entre las dos partes.

 Thórarinsson corrigió su argumento, afirmando que el islandés habría sido la única lengua en el siglo XII en usar la palabra "obispo" para la pieza de ajedrez, innovación que más tarde penetró en otros idiomas. En efecto, Lilleøren recuerda que H. J. R. Murray, en su Historia del Ajedrez, ofrece dos textos en latín medieval que mencionan los obispos en el ajedrez. Estos textos datan de la primera mitad del siglo XIII, y antes de que al primer registro de "obispo", en relación con el ajedrez, proporcionado por Thórarinsson en islandés.
En julio de 2011, una miniatura de un guerrero tallado en hueso de eglefino, análogo a los centinelas (torres) de Lewis, fue descubierta en una excavación en Siglunes en el norte de Islandia. El 19 de agosto del mismo año, se organizó un simposio en Skálholt, contando con invitados internacionales como David H. Caldwell, del Museo Real de Escocia, Mark A. Hall, del Museo de Perth y James Robinson, del Museo Británico, para dar clases magistrales sobre los posibles orígenes de las piezas de Lewis. Sin embargo, el programa principal del evento, fue la presentación de la teoría Thórarinsson, según el cual las piezas se han elaborado en Islandia, tal vez a cargo de la escultora Margaret Destra (c. 1150-1220), a pedido del obispo de Skáholt, Páll Jónsson (1155-1211).

## Descripción de las piezas
La mayoría de las piezas de ajedrez de Lewis fueron talladas en marfil de morsa, y unas pocas en dientes de ballena. Tienen una altura de entre 4 y 10 cm. Se dividen en ocho reyes, ocho damas, dieciséis alfiles, quince jinetes, dieciséis guerreros (en lugar de las torres) y diecinueve peones, sumando un total de 78 piezas que constituyen cuatro juegos, por lo tanto, incompletos. La altura de las piezas figurativas oscila de 7 a 10 cm y los peones de 4 a 6 cm, aproximadamente. Se cuenta que, cuando fueron encontradas, algunas estaban teñidas de un rojo granate, aunque los estudios científicos no han identificado restos de pintura en las piezas.

### Rey y dama
Los reyes son retratados como hombres con barba, bigote y pelo largo sobre los hombros. Usan coronas simples pero en diferentes formatos y están sentados en sillas adornadas con varios temas diferentes. Están vestidos con una túnica o manto, lo cual es consistente con lo mencionado en la literatura de los países europeos en la Edad Media. Todos sostienen una espada ancha y corta en sus rodillas con vainas simples. Las piezas no son idénticas entre sí presentando algunas características particulares, tales como la ausencia de barba y bigote en dos piezas. Una pieza encontrada en 1772 en Escocia ha sido identificada y asignada como parte de este mismo conjunto.
Las damas están sentadas en sillas ornamentadas similares a las de los reyes. Usan coronas simples y un velo que cae sobre los hombros y se describe también en literatura de la época. Visten una túnica con un vestido con mangas cortas por debajo y usan adornos similares a bandas en las muñecas. La mano izquierda apoya en el codo derecho pues el brazo se utiliza para apoyar la cabeza con la mano en la mejilla, en un gesto contemplativo. Las piezas son algo diferentes entre sí en adornos: una de ellas tiene en la mano izquierda un vaso con forma de cuerno y en la otra, un pañuelo. Dos de las piezas son probablemente el mismo conjunto que los reyes encontrados debido a la similitud de las coronas.

### Alfil y caballo
Los alfiles utilizan dos tipos de vestimentas sacerdotales: la capa de asperges o la casulla, que se utiliza en las piezas consideradas más antiguas. Algunas de las piezas tienen adornos grabados y el uso de pañuelos o túnicas. Cinco de las piezas están sentadas en una silla decorada y las demás de pie. Las mitras son bajas y planas con un detalle característico en la parte trasera denominada  ínfula (infulae). Todas las piezas sostienen un báculo con una o ambas manos. Las que sostienen el báculo con una sola mano, en la otra tienen un libro o la mano levantada en señal de bendición.
Los caballos son jinetes con barba y bigotes montados que visten una cota larga que va desde las muñecas hasta los pies, los zapatos de las botas van sin espuelas. Los cascos son en su mayoría cónicos con un protector para la nariz y orejas. En una mano sostienen un escudo largo con algunas inscripciones heráldicas. Debajo del escudo, una espada que cuelga a la cintura y la mano derecha sosteniendo una lanza. Los caballos tienen sillas decoradas con adornos. Las piezas son algo diferentes entre sí en los escudos, barbas y cascos.

### Torre y peón
Las torres están representadas por los guerreros denominados warders o hrokr. Son figuras de pie sosteniendo el escudo y la espada, que llevan largas cotas de malla hasta los pies y usan cascos en forma cónica variada teniendo algunos protector nasal. Algunas piezas también cubren la cabeza con una especie de capucha. Los escudos tienen diferentes grabados como así también los de los caballos, además del tamaño que también varía. Algunas de las piezas presentan el escudo al frente y en otros en el lado izquierdo. Las espadas, cuando no están delante del escudo, están en el lado derecho. Según Madden, la palabra hrokr tiene la intención de mantener el significado original de la pieza, visto que en idioma local la palabra para un soldado tiene el significado de ‘centurión’ en español. Por lo tanto, Madem (1832) cree que el significado original proviene de la palabra persa rokh que significa ‘héroe’ o ‘aventurero militar’.
Los peones varían en tamaño y forma, pero tienen en común una base octogonal, y solamente dos poseen dibujos grabados. Tienen forma no figurativa, de estela o lápida. Fueron fabricados en marfil de dientes de morsa y se ha estimado su confección cerca del siglo XII. Once de las piezas tienen un saliente en la parte superior.

## Exhibición y propiedad
Poco antes del año 2008, se inició una disputa sobre el lugar de permanencia más apropiado para exhibir las piezas. Los políticos escoceses como Linda Fabiani y Alex Salmond dijeron que las piezas deben regresar a Escocia. El Museo Británico informó en una nota oficial que el conjunto de piezas es "un importante símbolo de la civilización europea", y que se había prestado 27 veces para exposiciones itinerantes en los últimos diez años. En octubre de 2009, 24 piezas de Londres y 6 de Edimburgo comenzaron una exposición itinerante que duró 16 meses en varios lugares de Escocia. La exhibición fue parcialmente financiada por el Gobierno de Escocia, y Mike Russell, el ministro de Cultura y Política Exterior, dijo que el gobierno y el Museo Británico tenían que "estar de acuerdo en no estar de acuerdo" sobre el tema. Sin embargo, en 2012 el Museo Británico acordó prestar indefinidamente seis de las piezas del ajedrez en el Consejo de las islas occidentales.  Son exhibidas en el  Museo del Castillo de Lews cuya inauguración se realizó en octubre de 2015.

## Piezas
Las piezas donadas al Museo Británico aún permanecen allí, y pueden contemplarse en la Sala 42 con el número de registro M&ME 1831,11-1.78-159.
Las piezas del Museo de Escocia se encuentran en exhibición la sala Kingdom of the Scot (Nivel 1).

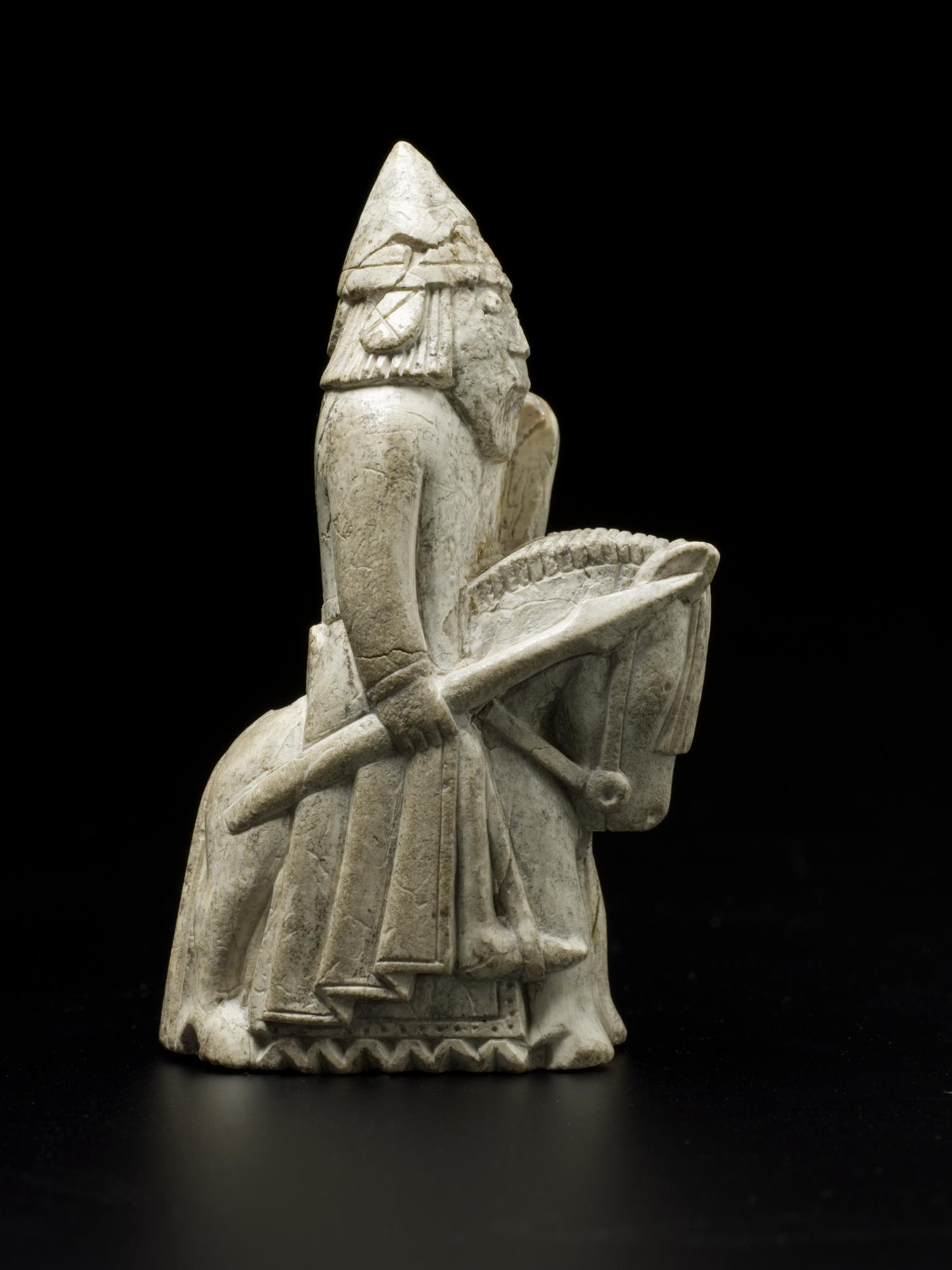
Caballo.
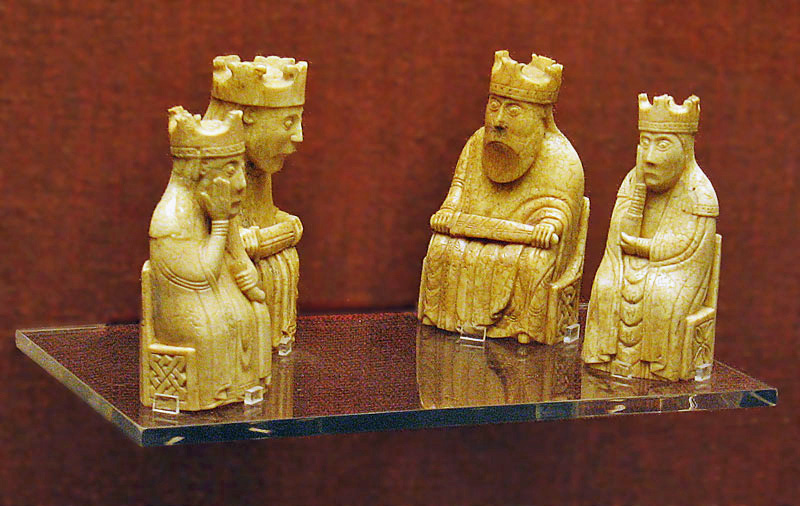
Reyes y damas.
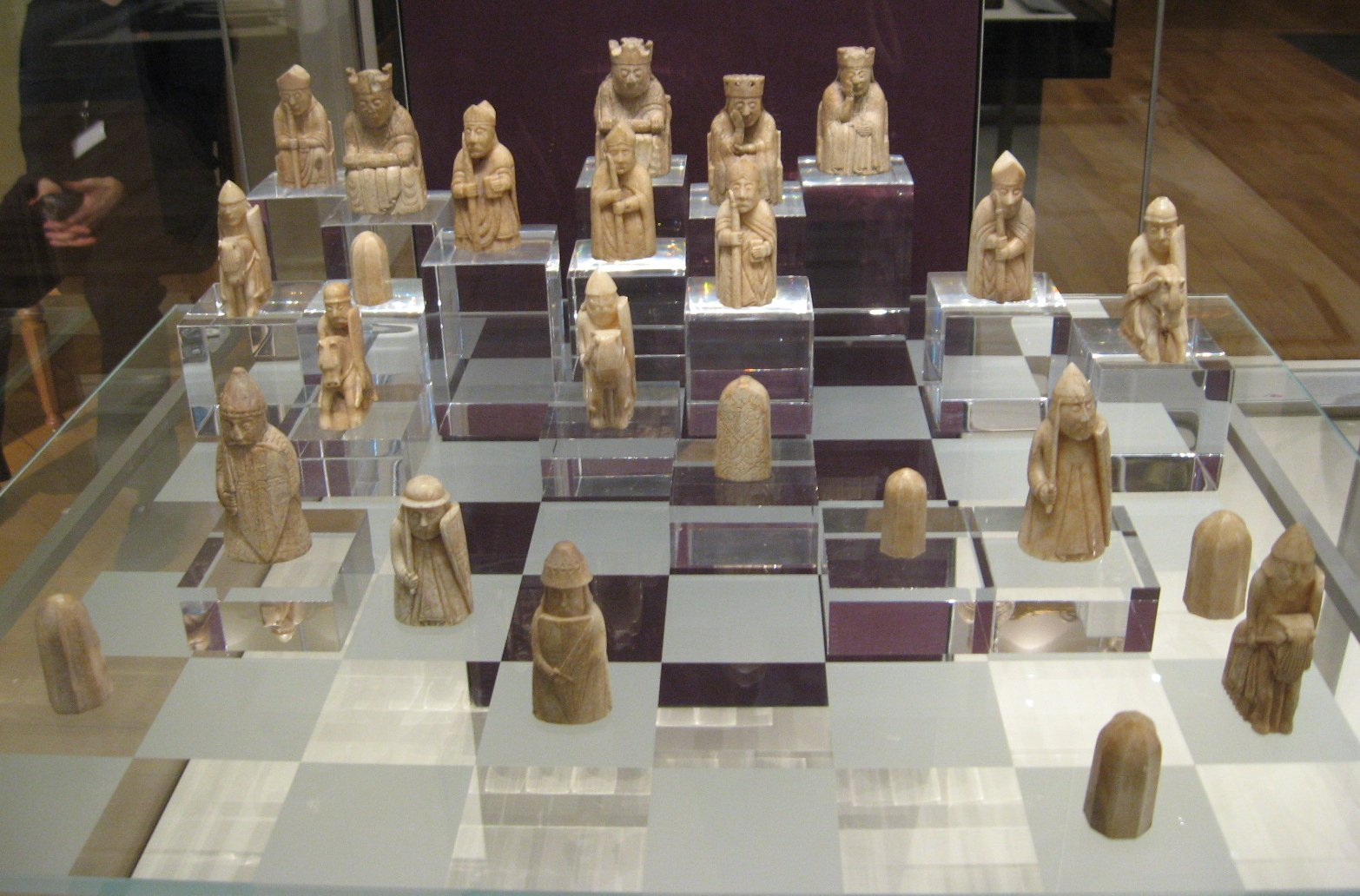
Piezas en el Museo Británico.
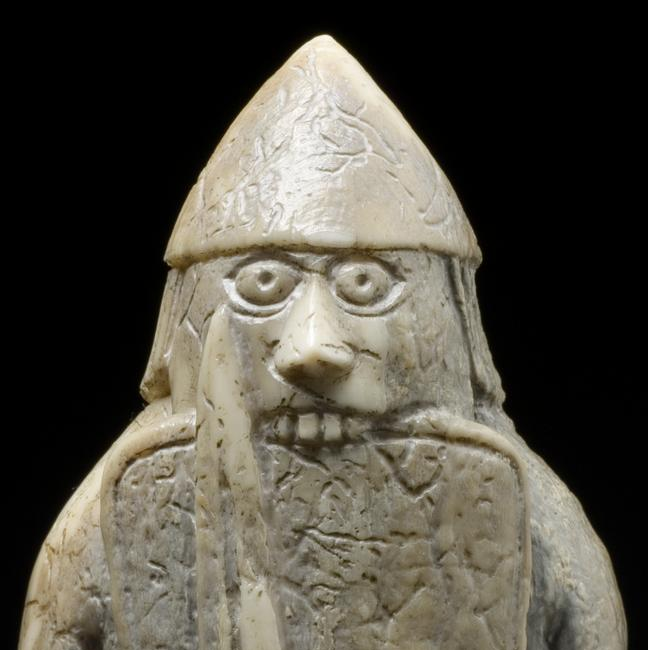
Detalle de un guerrero (equivalente a una torre).
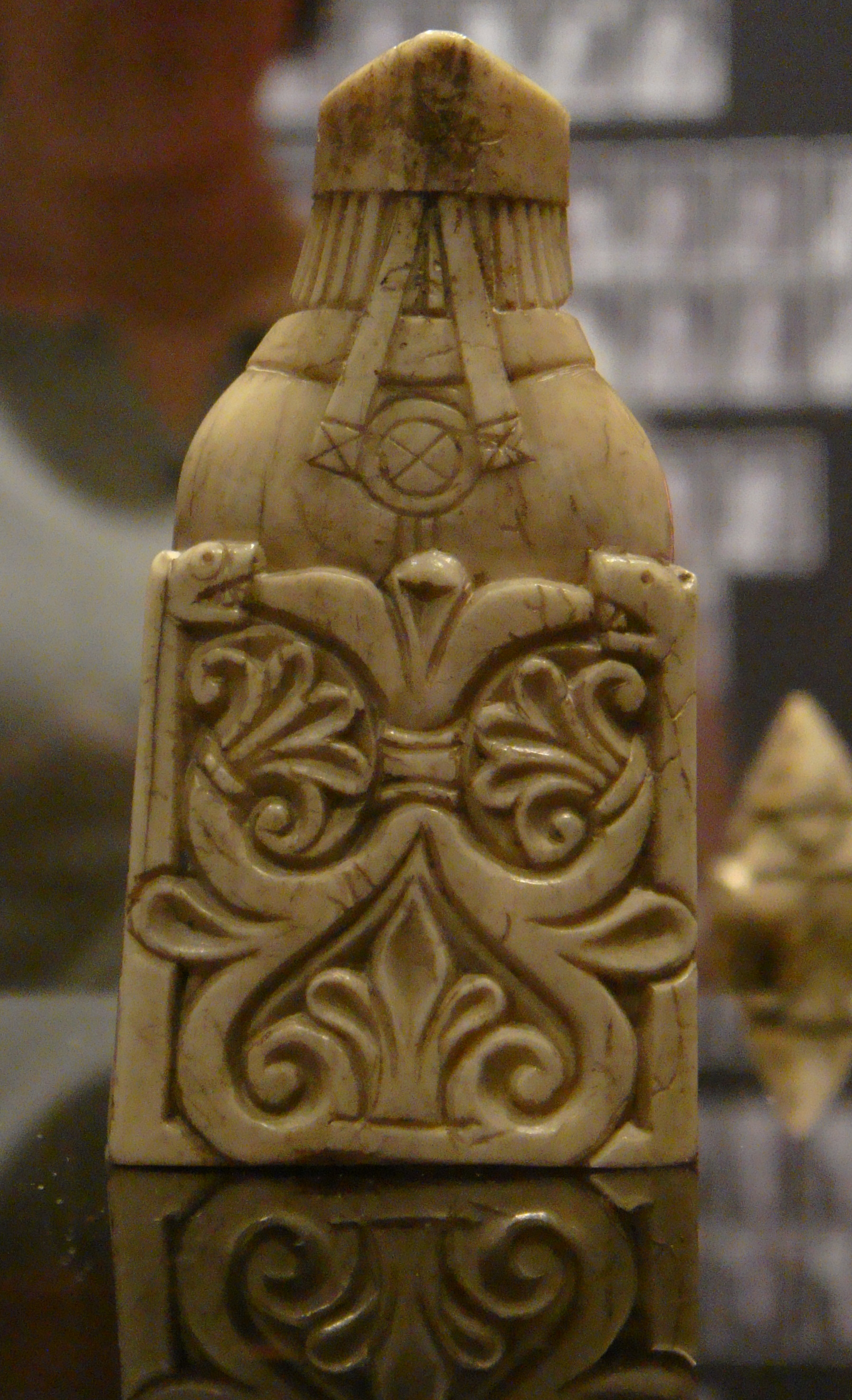
Parte trasera de un alfil.
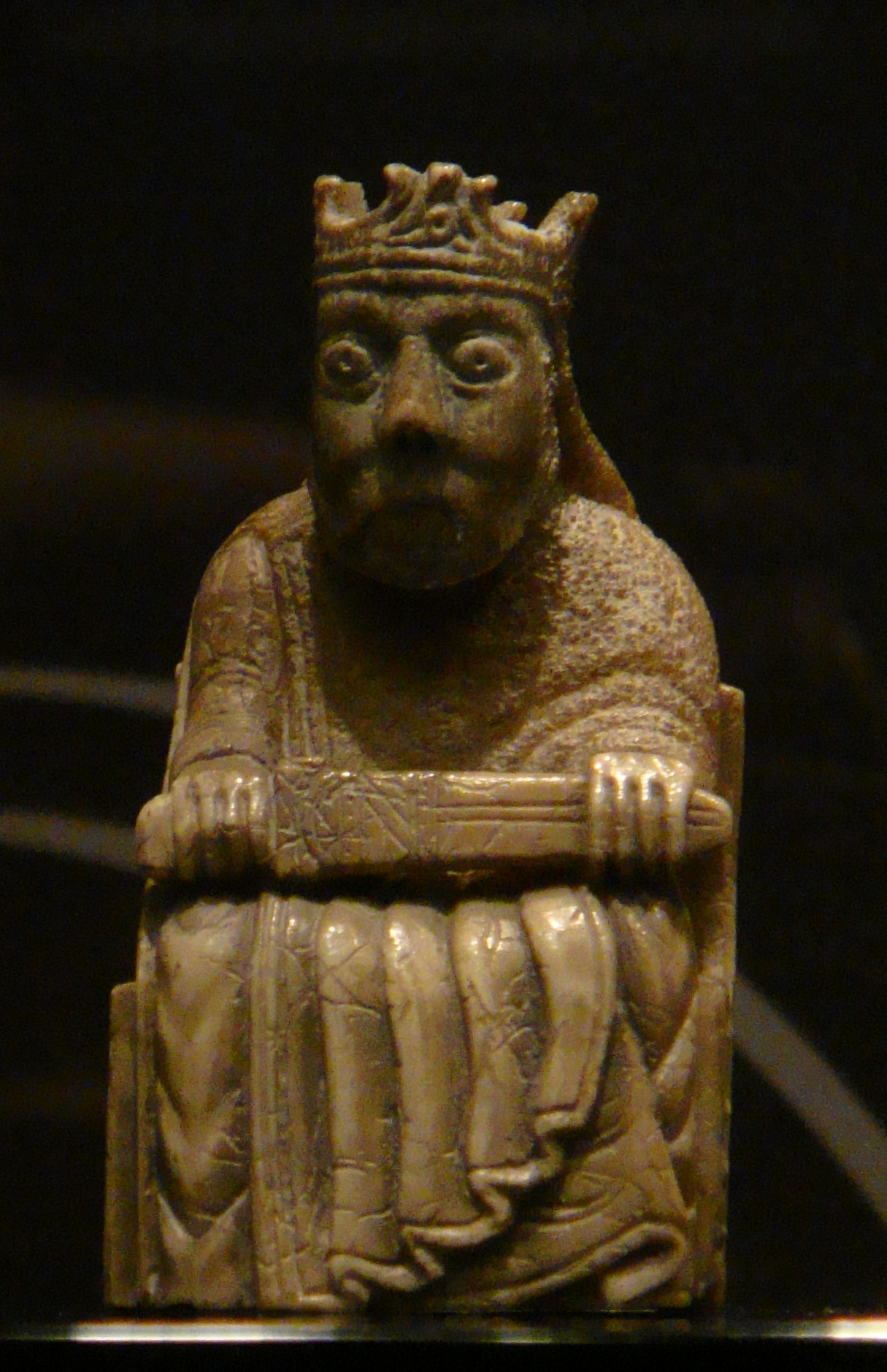
Rey.
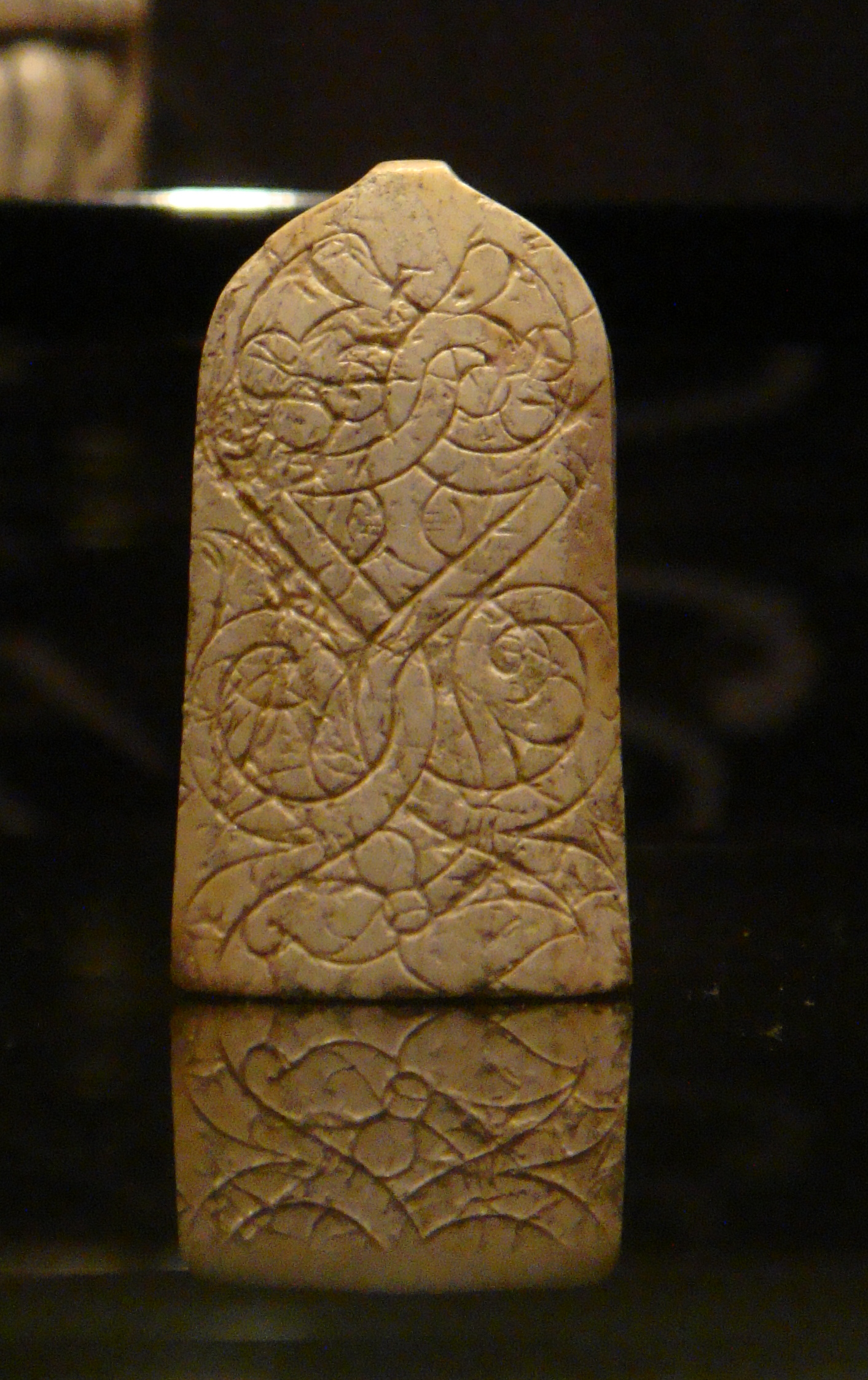
Uno de los peones grabados.

## Cultura actual
El ajedrez mágico que aparece en la película de Harry Potter y la piedra filosofal es una copia del ajedrez de la isla de Lewis.
El ajedrez es usado en el video de introducción del videojuego Age of Empires 2 donde dos reyes se enfrentan simulando una guerra en el tablero de ajedrez 